# أوتسوكا للصناعات الدوائية
أوتسوكا للصناعات الدوائية (باللغة اليابانية 大塚製薬株式会社) هي شركة دوائية يابانية مقرها في طوكيو؛ وكانت قد تأسست في سنة 1964؛ وهي تعد الشركة الثانية في مجال الصناعات الدوائية في اليابان بعد شركة تاكيدا الدوائية.
للشركة عدد من المنتجات، منها أريبيبرازول.